# Hermes Ernesto da Fonseca
Hermes Ernesto da Fonseca (Alagoas da Lagoa do Sul, 2 de setembro de 1824 — Rio de Janeiro, 7 de fevereiro de 1891) foi um militar e político brasileiro.

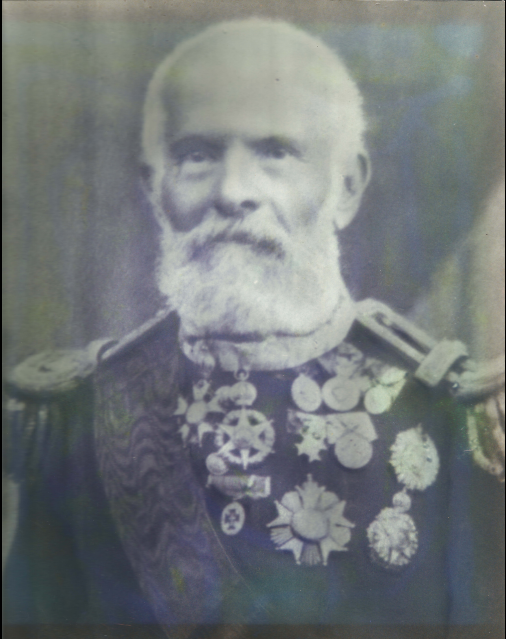
Hermes Ernesto da Fonseca, antigo Comandante do 29º GAC AP.

## Biografia

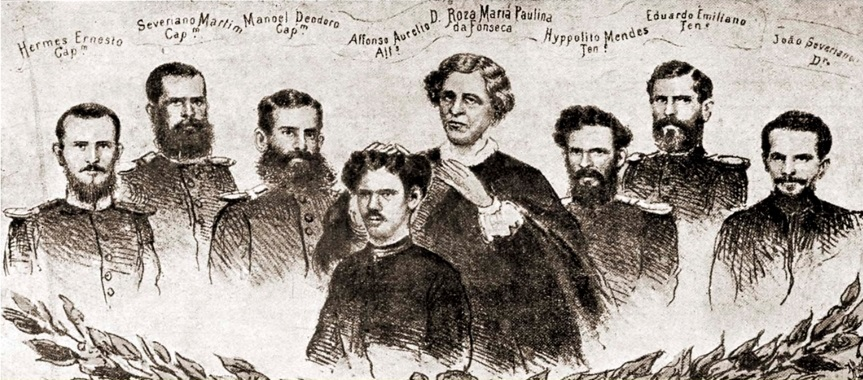
A família Fonseca retratada pela Revista Ilustrada em 1865. No centro, a matriarca dona Rosa.

Filho mais velho de Manuel Mendes da Fonseca (1785-1859) e Rosa Maria Paulina da Fonseca (1802-1873), era irmão do marechal Deodoro da Fonseca e pai do futuro presidente da república brasileira, que lhe tinha o nome em homenagem, Hermes Rodrigues da Fonseca. Era também irmão de Severiano Martins da Fonseca, o barão de Alagoas.
De família de militares, seguiu carreira como o pai e os seus seis irmãos, vindo a servir na Guerra do Paraguai.
Após a Proclamação da República ocupava o comando das tropas do exército em Salvador. Apesar de irmão do novo presidente, demorou a aderir ao novo regime, somente aceitando-o após as notícias do embarque da família imperial brasileira para a Europa.
Foi músico amador, tendo composto músicas sacras e militares (como Polca do Regimento e a mazurca Icamacuá). Foi casado com Rita Rodrigues Barbosa da Fonseca e está sepultado no Cemitério do Caju.

## Presidente da Província de Mato Grosso
Foi presidente da província de Mato Grosso, de 5 de julho de 1875 a 2 de março de 1878, nomeado por carta imperial de 1 de maio de 1875.

## Governador da Bahia
A Bahia foi dos últimos estados a aderir ao novo regime, sucedendo-se vários interventores que, devido ao clima instável, não duraram no posto. Nomeado pelo irmão, o presidente Deodoro da Fonseca, assumiu no lugar de Manuel Vitorino, que se indispusera com o governo federal, ficando apenas cinco meses à frente do cargo, afastando-se por motivos de saúde, passando o cargo ao vice-presidente, Virgílio Clímaco Damásio.
Governou a Bahia de 26 de abril a 14 de setembro de 1890, período em que procurou serenar os ânimos e consolidar as instituições do novo regime. Revogou vários atos de seu antecessor, dentre os quais a reforma educacional.

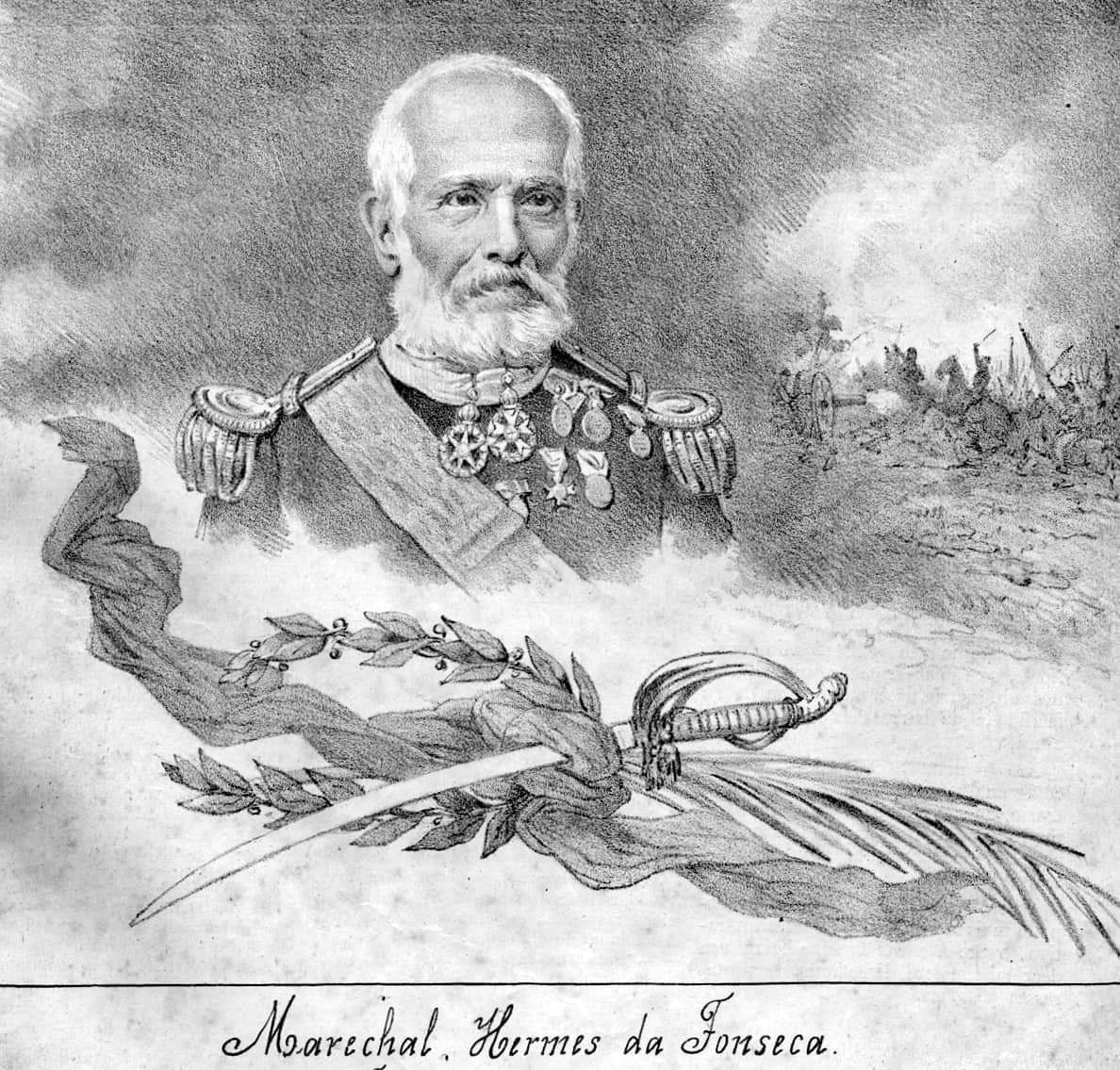
Marechal Hermes Ernesto da Fonseca.